# سنتز ایندول ننیچسکو
سنتز ایندول ننیچسکو (به انگلیسی: Nenitzescu indole synthesis) یک واکنش شیمیایی است که طی آن مشتقات ۵-هیدروکسیایندول از بنزوکینون و بتا-آمینوکروتونین استرها، تولید می‌شود.
این واکنش به افتخار کاشف آن، کوستین ننیچسکو که برای اولین بار آن را در سال ۱۹۲۹ کشف کرد، نامگذاری شده‌است. این واکنش می‌تواند با ترکیبات حاوی گروه‌های جانبی(R) مختلف از جمله متوکسی، اتیل، پروپیل و هیدروژن انجام شود. این سنتز از آن جهت جالب توجه است که ایندول‌ها پایه و اساس تعدادی از مولکول‌های مهم زیست‌شیمیایی، از جمله پیام‌رسان‌های عصبی و کلاس جدیدی از ترکیبات ضدتومور هستند.

## سازوکار
سازوکار واکنش ننیچسکو شامل یک واکنش افزایشی مایکل و به دنبال آن یک حمله هسته‌دوستی توسط پیوند پای انامین و نهایتاً یک واکنش حذفی است.

## کاربردها
ساختار ۵-هیدروکسی‌ایندول پایه و اساس تعدادی از مولکول‌های مهم زیست‌شیمیایی است. از جمله آن‌ها می‌توان به سروتونین (انتقال دهنده عصبی)، ایندومتاسین (یک ماده ضد التهاب غیر استروئیدی)؛ L-761,066 (یک مهارکننده انتخابی کوکس۲) و LY311727 (یک مهارکننده فسفولیپاز ترشحی)، اشاره کرد. در حال حاضر، یکی از جالب‌ترین کاربردهای سنتز ننیچسکو توانایی آن در تولید پیش ماده ترکیبات ضدتومور است.